# ميزون ألفور - ليه جويوت (مترو باريس)
ميزون ألفور - ليه جويوت (بالفرنسية: Maisons-Alfort – Les Juilliottes)‏ هي محطة مترو تابعة لمترو باريس تقع في فرنسا في ميزون ألفور.[بحاجة لمصدر]